# Veia safena acessória anterior

A veia safena acessória anterior da coxa (VSAA) é uma veia tributária da veia safena magna (VSM) que drena a face antero-lateral da coxa. É uma tributária muito especial que se torna insuficiente frequentemente e causa importantes dilatações venosas na coxa que se estendem à perna e mesmo ao face posterior do joelho. Numa grande maioria dos casos é a única veia patológica e os eixos safenianos não apresentam anomalia.

Veia acessória anterior da coxa

Normalmente esta veia drena na crossa da VSM muito próximo da junção safeno-femoral. Mais raramente drena diretamente na veia femoral.No terço superior da coxa situa-se abaixo da fascia superficial como a safena magna, mas torna-se muito superficial nos terços médio e inferior da coxa. Ao contrário das outras tributárias da VSM, A parede da VSAA é semelhante à parede da VSM com uma camada média espessa.
Na ultrassonografia esta veia situa-se no alinhamento dos vasos femorais enquanto que a VSM é muito mais antero-interna.